# جاكوب كيبليمو
جاكوب كيبليمو (مواليد 14 نوفمبر 2000) هو عداء مسافات طويلة أوغندي، حصل على الميدالية البرونزية في سباق 10000 متر في أولمبياد 2020.